# Avion à double-pont

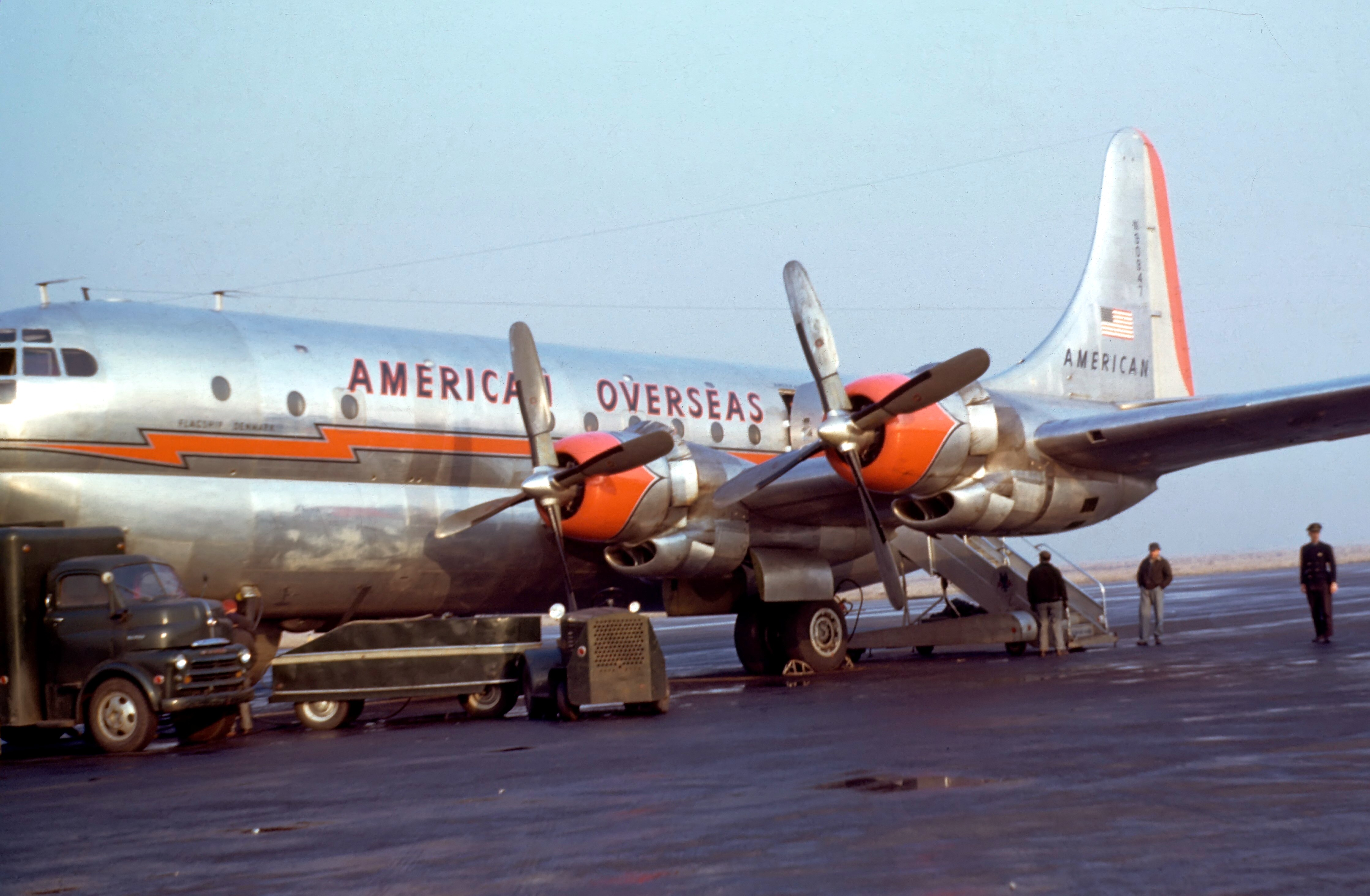
Un Boeing 377 Stratocruiser

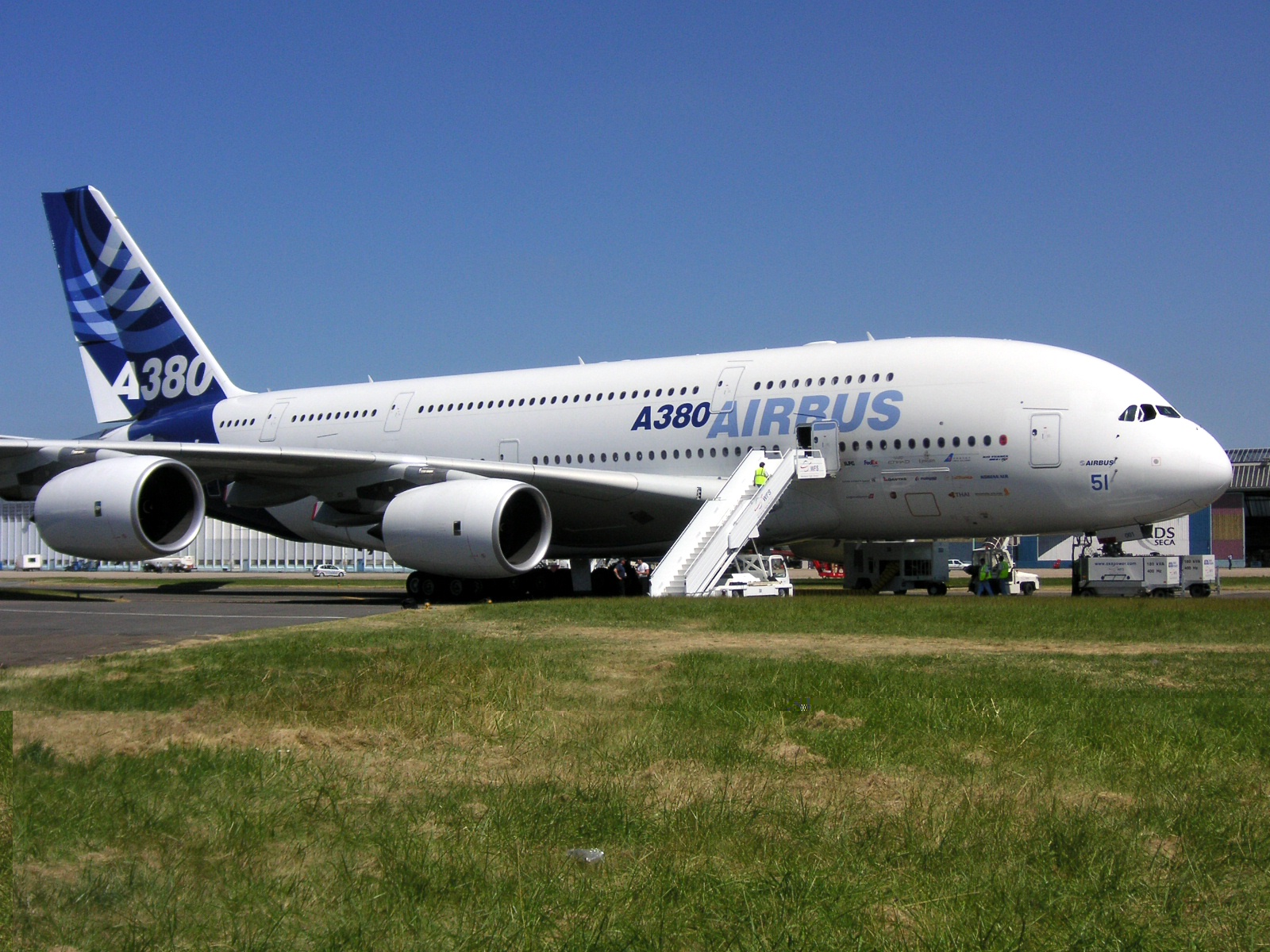
Un Airbus A380 au salon du Bourget en 2005

Un avion à double-pont dispose de deux ponts pour les passagers, le deuxième pont pouvant être seulement un pont partiel, et pouvant être au-dessus ou au-dessous du pont principal. La plupart des avions commerciaux disposent d'un pont passagers et d'un pont de chargement pour les bagages et les conteneurs de type LD3, mais seulement quelques-uns ont deux ponts pour les passagers, généralement au-dessus d'un troisième pont pour la cargaison.

## Historique
Beaucoup des premiers hydravions à coque de ligne, tels que le Boeing 314 Clipper et le Short Sandringham, avaient deux ponts. Après la Seconde Guerre mondiale, le Boeing 377 Stratocruiser, un dérivé partiellement à deux étages du Boeing B-29 Superfortress, est devenu populaire auprès des compagnies aériennes à travers le monde.

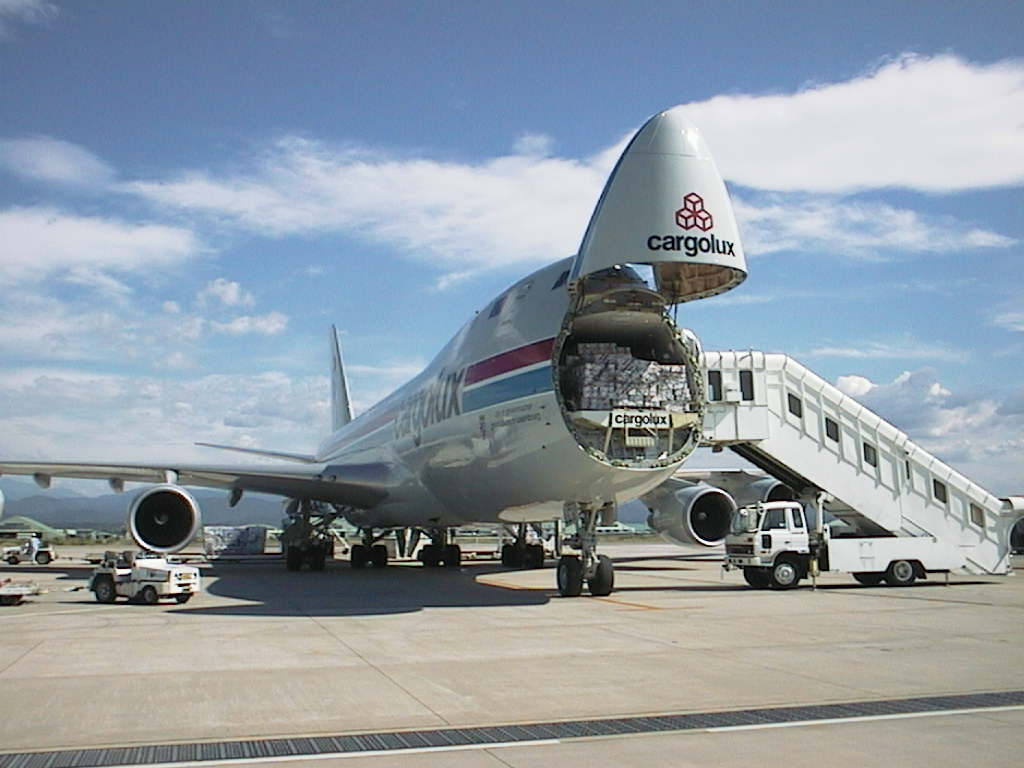
Cargolux 747-400F de Cargolux avec sa porte de chargement avant ouverte.

Le premier avion à double-pont total est le français Breguet Deux-Ponts. Le premier avion à réaction à double-pont partiel est le Boeing 747, appareil à fuselage large, avec le pont supérieur plus petit que le pont principal. Boeing a originellement conçu le bulbe distinctif du 747 pour le transport de fret aérien. Le petit pont supérieur comporte le cockpit et quelques places passagers mais permet un accès libre à toute la longueur de la soute grâce à une grande porte de chargement sur le nez de l'avion. Cependant, la plupart des 747 sont des versions pour passagers.
Le premier avion à réaction à double-pont total est l'Airbus A380, qui a deux ponts passagers sur toute la longueur du fuselage, ainsi qu'un troisième pont inférieur total pour le fret. Il est entré en service en octobre 2007.

## Liste des avions à double-pont
Hydravions à coque à double-pont
- Boeing 314 Clipper
- Dornier Do X
- Latécoère 521
- Short Sandringham

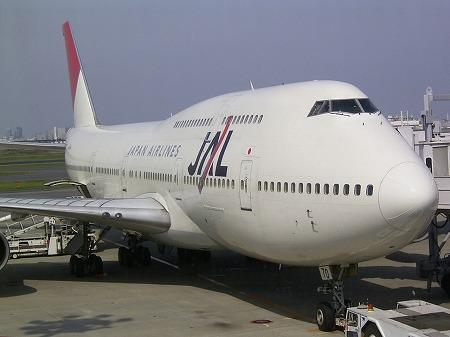
Un 747-100SR avec sa « bosse » caractéristique formée par le pont supérieur partiel

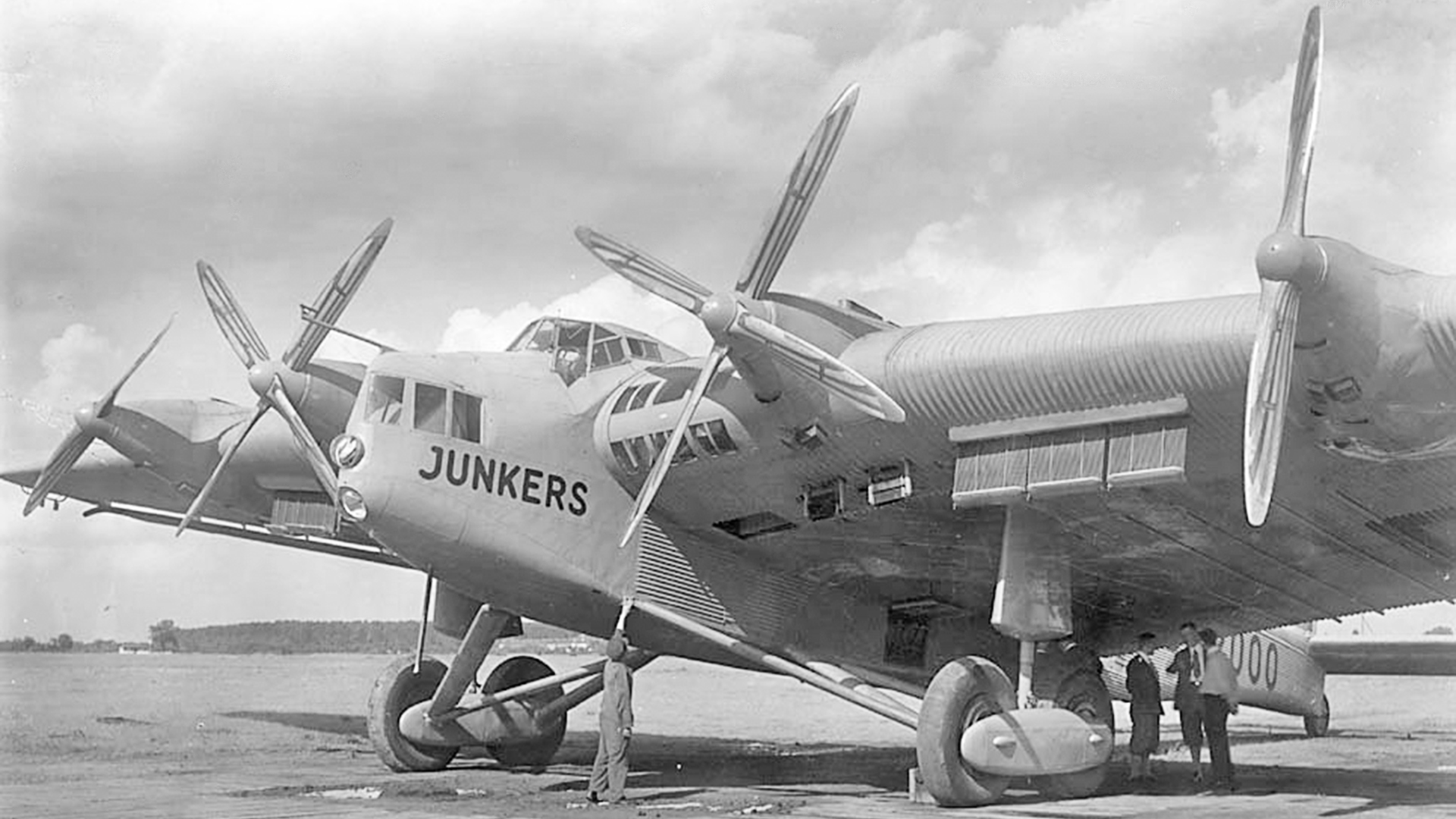
Junkers G 38 (1930)

- Short Empire C-Class et son dérivé, le Short S.26 G-class (en)
- Saunders-Roe SR.45 Princess - jamais entré en service.

Second pont passager partiel
- Airbus A330 et Airbus A340
  - Toilettes et salle de repos pour l'équipage optionnelles au pont inférieur
- Boeing 377 Stratocruiser
  - Le pont inférieur peut être configuré en salons ou accueillir des sièges supplémentaires
- Boeing 747
  - Le pont supérieur partiel peut accueillir des salons ou des sièges supplémentaires
  - Cuisine et salle de repos pour l'équipage optionnelles au pont supérieur partiel
- Boeing 767
  - Salle de repos pour six personnes optionnelle au pont inférieur[2]
- Boeing 777
  - Cuisine et toilettes optionnelles au pont inférieur
  - Salle de repos optionnelle au pont supérieur
- Junkers G 38
- Iliouchine Il-86
  - Cuisine au pont inférieur
  - Dépôt de bagages en libre-service au pont inférieur
- Lockheed L-1011 Tristar
  - Cuisine au pont inférieur
  - Salon au pont inférieur (Pacific Southwest Airlines, LTU International)
- McDonnell Douglas DC-10
  - Cuisines au pont inférieur
- Tupolev Tu-114
  - Cuisines au pont inférieur
  - Salle de repos optionnelle au pont inférieur.

Second pont passager total
- Breguet 761, 763 et 765
- Airbus A380

Avions cargo doté d'un pont passager séparé
- Antonov An-225 Mriya
- Antonov An-124
- Lockheed C-5 Galaxy
- Boeing C-97 Stratofreighter
- Douglas C-124 Globemaster II
- Short Belfast
- Lockheed R6V Constitution
- Blackburn Beverley - transport militaire, le pont principal peut être utilisé pour le fret ou les troupes

Avions cargo à double-pont
- Aviation Traders Carvair
- Armstrong Whitworth A.W.660 Argosy
- Bristol Freighter
- Convair XC-99
- Douglas C-124 Globemaster II

Propositions d'avions passagers à double-pont
- McDonnell Douglas MD-12
- Sukhoï KR-860
- Boeing New Large Airplane